# Stephan Brassloff
Stephan Brassloff (* 18. Juni 1875 in Wien, Österreich-Ungarn; † 25. Februar 1943 im Ghetto Theresienstadt) war ein österreichischer Rechtshistoriker.

## Leben
Stephan Brassloff besuchte ab 1885 das Deutsche Staatsobergymnasium zu Prag und ab 1891 das Obergymnasium zu Wien-Döbling. Nach der 1893 bestandenen Matura studierte er Rechtswissenschaft, Klassische Philologie, Alte Geschichte und Archäologie an der Universität Wien, wo ihn besonders Ludwig Mitteis prägte. Nach einem Semester an der Universität Leipzig (1897/1898) wurde er in Wien zum Dr. jur. promoviert. 1903 habilitierte er sich für Rechtsgeschichte des Altertums. Ab 1906 arbeitete er als Lehrer an der Handelsakademie und als Strafverteidiger am Oberlandesgericht Wien. Er war außerdem seit 1906 Mitglied der rechtshistorischen und seit 1914 der judiziellen Staatsprüfungskommission.
1919 wurde Brasslof zum außerordentlichen Professor für Römisches Recht an der Universität Wien ernannt. Er hielt seitdem regelmäßig Vorlesungen und Übungen ab, wobei er auch seinen Forschungsschwerpunkt, die Epigraphik, einfließen ließ. Seit seiner Ernennung beschäftigte sich Brassloff auch mit geltendrechtlichen Themen. Er brachte zahlreiche Reformvorschläge auf dem Gebiet des Privatrechts und des Prozessrechts ein, wobei er sich besonders für die Gleichberechtigung der Frauen einsetzte. Sein soziales Engagement zeigt sich auch an seiner zwanzigjährigen ehrenamtlichen Tätigkeit als Rechtsberater in der Rechtsfürsorgestelle der Gemeinde Wien für Bedürftige.
Wegen seines liberalen Engagements und seiner jüdischen Herkunft bekam er bereits in den 1920er Jahren Probleme: Eine studentische Hetzkampagne gegen ihn mündete in ein Disziplinarverfahren und endete 1925 mit einer Rüge Brassloffs. Zum Ordinarius wurde Brassloff nie berufen. Nach dem „Anschluss Österreichs“ an das Deutsche Reich und einem „Gutachten“ von Wenzeslaus von Gleispach wurde Brassloff von Staatssekretär Otto Wächter, der bei ihm studiert hatte zwangsweise in den Ruhestand versetzt. Als Jude wurde ihm 1939 seine Pension gestrichen. Während seinem Sohn Friedrich Lothar (1907–1985) die Emigration nach Großbritannien gelang, wurden Stephan Brassloff und seine Frau Ottilie 1942 ins Ghetto Theresienstadt deportiert. Seine Frau starb dort bereits am 21. September 1942, Brassloff selbst am 25. Februar 1943.

## Schriften (Auswahl)
- Zur Kenntniss des Volksrechtes in den romanisirten Ostprovinzen des römischen Kaiserreiches. Weimar 1902
- Leitfaden der österreichischen Verfassungskunde für die Abiturientenkurse der österreichischen Handelsakademien. Wien 1909. 2., verbesserte Auflage, Wien/Leipzig 1914
- Zur Geschichte der Sklaverei im mosaisch-talmudischen Recht. Wien 1921
- Die Wandlungen in den Grundsätzen des österreichischen Wohnungsmietrechtes. Wien 1925
- Studien zur römischen Rechtsgeschichte. Teil 1 (mehr nicht erschienen), Wien 1925
- Epigraphische Analekten. Teil 1 (mehr nicht erschienen), Wien 1926
- Possessio in den Schriften der römischen Juristen. Ein Beitrag zur Kenntnis der römischen Rechtssprache. Wien 1928
- Die Rechtssicherheit. Eine Studie auf dem Gebiete der allgemeinen Rechtslehre. Wien 1928
- Der römische Staat und seine internationalen Beziehungen. Wien 1928
- Die Rechtsfrage im preussischen Mischehenstreit. Wien 1929
- Reformen im Unterhaltsrecht und im Vormundschaftsrecht. Wien 1929
- Grenzen einer Reform des zivilprozessualen Armenrechts. Wien 1931
- Sozialpolitische Motive in der römischen Rechtsentwicklung. Wien 1933
- Staat und Gesellschaft in der römischen Kaiserzeit (Zeit des Prinzipates). Wien/Leipzig 1933
- Reformen und Reformvorschläge auf dem Gebiete des Privatrechts und Zivilprozeßrechts. Wien/Leipzig 1936
- Siegmund Grünberg als juristischer Schriftsteller. Wien 1936